# (843) Nicolaia

(843) Nicolaia est un astéroïde de la ceinture principale découvert le 30 septembre 1916 par l'astronome dano-américain Holger Thiele. Sa désignation provisoire était 1916 AN.
Après sa découverte, l'astéroïde fut considéré comme perdu, jusqu'à sa réobservation 65 ans plus tard, en 1981. Des observations faites entre-temps, en 1964, 1974 et 1978, furent retrouvées ultérieurement. L'astéroïde a ensuite été régulièrement observé depuis 1991.